# Aleksander Newski (1861)
Aleksander Newski (Александр Невский) – rosyjska fregata śrubowa typu Dmitrij Donskoj, w służbie od 1861. Nadano jej imię XIII-wiecznego władcy Rusi Kijowskiej Aleksandra Newskiego. Brała udział w wizycie rosyjskiej eskadry w Nowym Jorku w 1863. Była to jedna z pierwszych rosyjskich jednostek wyposażonych w napęd parowy i śrubę napędową.

## Historia
"Aleksander Newski" został zwodowany w 1861, był drugim i ostatnim okrętem typu Dmitrij Donskoj. Jego budowa była częścią planu rozwoju Imperialnej Marynarki Wojennej Rosji, który zakładał budowę floty zdolnej do przeciwstawienia się brytyjskiej Royal Navy. Program był realizowany przy pomocy specjalistów amerykańskich, którzy oprócz projektu dostarczyli także uzbrojenie. Od początku służby okręt wszedł w skład Eskadry Atlantyckiej, dowodzonej przez kontradmirała Lesowskiego. W 1863 eskadra, której okrętem flagowym był "Aleksander Newski", udała się przez Atlantyk w podróż do Nowego Jorku i pozostała na wodach amerykańskich przez siedem miesięcy (w skład eskadry wchodziły również fregaty "Oslabja" i "Pierieswiet", korwety "Wariag" i "Witjaz" oraz kliper "Ałmaz"). Celem wizyty było zniechęcenie Wielkiej Brytanii do popierania stanów południowych toczących wojnę secesyjną (a także Polski, w której trwało powstanie przeciw Rosji), poprzez zademonstrowanie poparcia dla Unii i stworzenie groźby dla brytyjskiego handlu morskiego, narażonego na działania rajderskie. "Aleksander Newski"  uczestniczył także w innych szkoleniowych rejsach zagranicznych, połączonych z reprezentacją bandery.
25 września (13 września starego stylu) 1868, wracając z rejsu do Grecji, okręt zatonął po wejściu na mieliznę w Skagerraku w pobliżu Jutlandii. Wśród ocalonych pasażerów był wielki książę Aleksy Aleksandrowicz Romanow.